# Anton Raaff
Anton Raaff (ochrzczony 6 maja 1714 w Gelsdorf, zm. 28 maja 1797 w Monachium) – niemiecki śpiewak, tenor.

## Życiorys
Do 1746 roku pozostawał w służbie księcia elektora Klemensa Augusta. Następnie przebywał we Włoszech, gdzie uczył się u Giovanniego Battisty Ferrandiniego i Antonia Bernacchiego. Koncertował w różnych miastach niemieckich (1742–1752), Lizbonie (1752–1755) i Madrycie (1755–1759). Od 1759 do 1770 roku ponownie przebywał we Włoszech. W 1770 roku został zatrudniony na dworze księcia elektora Karola Teodora w Mannheimie, następnie przeniósł się wraz z dworem do Monachium.
Należał do najbardziej podziwianych śpiewaków swojej epoki, dysponował głosem o szerokiej skali, osiągającym rejestry od basowego do altowego. Podczas wizyty w Paryżu w 1778 roku poznał Wolfganga Amadeusa Mozarta, który zachwycony jego głosem powierzył mu tytułową rolę w swojej operze Idomeneusz, a także zadedykował mu arię Se al labbro mio non credi KV 295.